# Браганса, Руй
Руй Педру Ребелу Браганса (порт. Rui Pedro Rebelo Bragança; род. 26 декабря 1991, Гимарайнш) — португальский тхэквондист, двух кратный чемпион Европы, чемпион Европейских игр, призёр чемпионата мира.

## Биография
Родился в 1991 году в Гимарайнше. В 2011 году завоевал серебряную медаль чемпионата мира. В 2014 году стал чемпионом Европы. В 2015 году завоевал золотую медаль Европейских игр.